# سالدانیا د بورگس
سالدانیا د بورگس (به اسپانیایی: Saldaña de Burgos) یک شهرستان در اسپانیا است که در کاستیا و لئون واقع شده‌است.

## خصوصیات
سالدانیا د بورگس ۸٫۱۵ کیلومترمربع مساحت و ۱۸۹ نفر جمعیت دارد و ۸۶۹ متر بالاتر از سطح دریا واقع شده‌است.